# Luna–25
A Luna–25 (cirill betűkkel: Луна-25), korábban Luna-Glob sikertelen orosz űrszonda-program volt. A program célja a Föld és a Hold keletkezésének kutatása volt. A terv először 1997-ben merült fel. A program indulása anyagi okok miatt többször csúszott. 
Az űrszonda 2023. augusztus 10-én 23:10-kor (UTC) indult egy Fregat végfokozattal ellátott Szojuz–2.1b hordozórakétával a Vosztocsnij űrrepülőtérről. Augusztus 16-án állt Hold körüli pályára. Az űrszonda 2023. augusztus 19-én a Holdra történő leszállás közben letért a pályájáról, az irányíthatatlan eszköz a Holdba csapódott és megsemmisült.
- Luna-Glob: űrszonda, az orbitális egység (Luna-Glob–2) a Hold körül keringene, a leszállóegység (Luna-Glob–1) a Hold felszínén sima leszállást hajtana végre.
- Luna-Reszursz/1: indiai orbiter (Csandrajáan–2) és egy orosz leszállóegység és holdjáró párosa, utóbbiak a déli pólus környékén szállnának le
- Luna-Reszursz/2: űrszondapáros, az első leszállóegység egy 400 kilogrammos holdjárót, a később indítandó második szonda pedig a gyűjtött mintát a Földre visszahozó leszállóegységet visz magával
- Lunnij Poligon: automatikus holdbázis, a 2020-as években.